# Xi Jiang

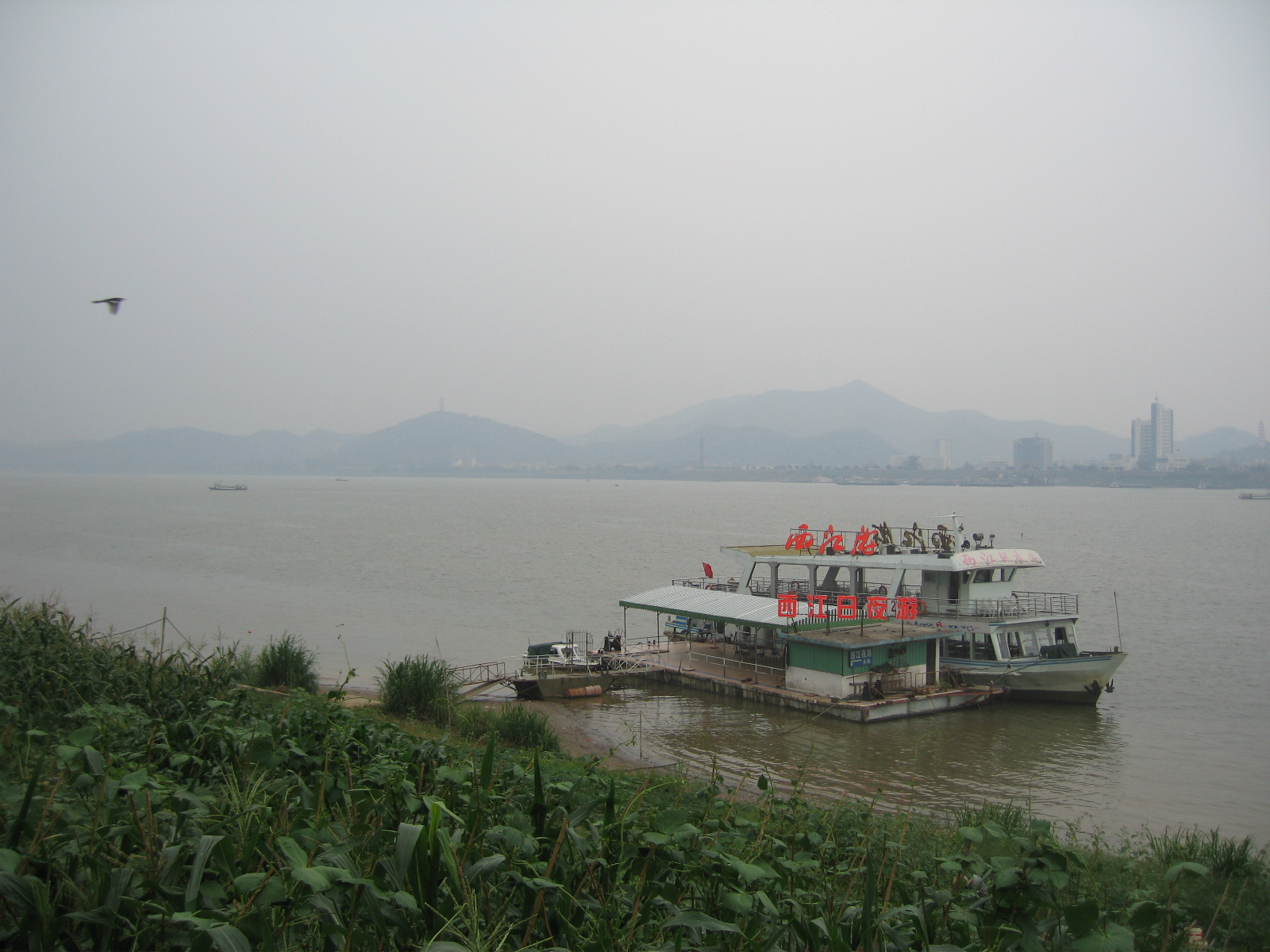
De Xi Jiang in Zhaoqing; aan de overkant ligt Gaoyao

De Xi Jiang (Chinees: 西江, pinyin: xī jiāng) is een rivier in China. Ze stroomt door de provincies Guangdong, Guangxi, Yunnan en Guizhou. Met een lengte van 2200 km is de Xi Jiang de derde rivier die over haar gehele lengte binnen de Volksrepubliek loopt (na de Yangtze en de Gele Rivier). De Xi Jiang is de westelijke en grootste watertoevoer tot de Parelrivier, het estuarium tussen Hongkong en Macau. Twee andere watertoevoeren van de Parelrivier zijn de Dong Jiang en de Bei Jiang. De Xi Jiang is met 1930 km de langste van deze drie rivieren.
Een groot gedeelte van de Xi Jiang is bevaarbaar. De rivier verbindt de steden bij de delta met het binnenland.
De hoofdstroom van de Xi Jiang rivier zelf wordt gevormd door de samenvloeiing van drie grote zijrivieren die op hun beurt weer gevoed worden door een heel stel van bronrivieren:
- Xi -> He + Gui + Xun
  - Xun -> Qian + Yu 
    - Qian -> Hangshui + Liu 
      - Hangshui -> Beipan + Nanpan
      - Liu -> Rong + Long

    - Yu -> Yong
      - Yong -> You + Zuo